# Liste der Monuments historiques in Carnetin
Die Liste der Monuments historiques in Carnetin führt die Monuments historiques in der französischen Gemeinde Carnetin auf.

## Liste der Objekte
| Bezeichnung                   | Beschreibung                     | Standort                        | Kennzeichnung | Schutzstatus | Datum | Bild |
| ----------------------------- | -------------------------------- | ------------------------------- | ------------- | ------------ | ----- | ---- |
| Kelch                         | Silber, 1816                     | in der Kirche St-Antoine (Lage) | PM77003465    | Inscrit      | 1980  |      |
| Zwei Patene                   | Silber, um 1800                  | in der Kirche St-Antoine (Lage) | PM77002972    | Inscrit      | 1978  |      |
| Skulptur des heiligen Vinzenz | Ton, Anfang des 19. Jahrhunderts | in der Kirche St-Antoine (Lage) | PM77002884    | Inscrit      | 1978  |      |
| Skulptur des heiligen Antoine | Ton, Anfang des 19. Jahrhunderts | in der Kirche St-Antoine (Lage) | PM77002883    | Inscrit      | 1978  |      |
| Chorgestühl                   | Holz, 17. und 19. Jahrhundert    | in der Kirche St-Antoine (Lage) | PM77002885    | Inscrit      | 1978  |      |